# Danko Bošković
Danko Bošković (* 27. Januar 1982 in Neustadt an der Weinstraße) ist ein deutsch-montenegrinischer Fußballspieler.

## Karriere
Bošković stammen aus Bijelo Polje in Montenegro. Er begann seine Karriere 2000 beim 1. FC Kaiserslautern, wurde aber dort hauptsächlich in der zweiten Mannschaft eingesetzt. Über die Zwischenstation SV Wehen kam er 2005 zu Rot-Weiss Essen und war maßgeblich am Wiederaufstieg in die 2. Fußball-Bundesliga beteiligt.
Bisher stehen für ihn 151 Regionalligaspiele mit 53 Toren zu Buche. Für Essen erzielte er in 20 Zweitligaspielen acht Tore. Zur Saison 2007/08 wechselte er zum SC Paderborn 07, nach dem Abstieg des SCP war er zunächst ohne Verein und unterschrieb Ende Januar 2009 einen Vertrag beim Drittligisten SV Sandhausen, wechselte am Saisonende jedoch zum SV Wehen Wiesbaden. Am 20. Dezember 2011 nahm er gemeinsam mit seinen ehemaligen Wiesbadener Vereinskameraden Marko Kopilas beim FC Carl Zeiss Jena ein Probetraining auf. Am 19. Januar 2012 unterschrieb Bošković mit dem FC Carl Zeiss Jena einen Vertrag bis zum Saisonende.  Am 22. Mai 2012 unterschrieb Bošković einen Zweijahresvertrag mit dem VfL Wolfsburg, wo er für die Reserve geplant ist. Nach zwei Jahren erhielt Boskovic keinen neuen Vertrag in Wolfsburg und wechselte in die Regionalliga Südwest und unterschrieb einen Vertrag bis 2015 bei der TuS Koblenz. Nach Ablauf seines Vertrages in Koblenz wechselte Boskovic zur TuS Mechtersheim und fungiert dort als Spieler und Co-Trainer der ersten Mannschaft. Mit Mechtersheim stieg er 2016 in die Oberliga auf.
Danko Bosković ist der Cousin von Dragan Bogavac, der seit 2011 für Lokomotive Astana spielt.

## Wettbewerbsübersicht
| Bundesliga            | Bundesliga            | 1   | Spiele | 0  | Tore |
| 2. Liga               | 2. Liga               | 24  | Spiele | 8  | Tore |
| Regionalliga bis 2008 | Regionalliga bis 2008 | 120 | Spiele | 41 | Tore |
| 3. Bundesliga         | 3. Bundesliga         | 89  | Spiele | 11 | Tore |
| Regionalliga ab 2008  | Regionalliga ab 2008  | 70  | Spiele | 17 | Tore |
| DFB-Pokal             | DFB-Pokal             | 2   | Spiele | 1  | Tore |